# گاوها (فیلم)
گاوها (انگلیسی: Vacas) یک فیلم اسپانیایی به کارگردانی خولیو مدم است که در سال ۱۹۹۱ منتشر شد.

## بازیگران
- کارملو گومس
- اما سوآرس
- آنا تورنت
- پیلار باردم
- کارا الخاده
- چما بلاسکو